# Yaser Yıldız
Yaser Yıldız (ur. 1 czerwca 1988 w Adapazarı) – turecki piłkarz występujący na pozycji napastnika. Od 2020 jest zawodnikiem klubu Uşakspor.

## Kariera klubowa
Yaser jako junior grał w klubach Harmanlıkspor, Sakaryaspor oraz Beşiktaş JK. Zimą 2005 przeszedł do Denizlisporu. W pierwszej lidze tureckiej zadebiutował 12 lutego 2005 w przegranym 0:2 meczu z Beşiktaşem. W sezonie 2004/2005 w lidze zagrał pięć razy. Na cały następny sezon został wypożyczony do drugoligowego Mersin İdman Yurdu. 11 grudnia 2005 w zremisowanym 1:1 meczu z Altay S.K. Yaser strzelił pierwszego gola w zawodowej karierze. Na koniec sezonu uplasował się z klubem na 16. pozycji i spadł z nim do trzeciej ligi. Od sierpnia 2006 do grudnia 2006 przebywał na wypożyczeniu w drugoligowym Uşaksporze. W styczniu 2007 odszedł do trzecioligowego Kartalsporu, z którym w pierwszym sezonie awansował do drugiej ligi. W Kartalsporze grał przez półtora roku. W tym czasie rozegrał tam 32 ligowe spotkania i zdobył w nich 18 bramek.
W lipcu 2008 na zasadzie wolnego transferu przeszedł do Galatasaray SK. W jego barwach zadebiutował 23 sierpnia 2008 w wygranym 4:1 meczu z Denizlisporem. W sezonie 2008/2009 zagrał dla Galatasaray w 12 ligowych meczach, a w klasyfikacji końcowej ligi tureckiej zajął z klubem 5. miejsce.
We wrześniu 2009 trafił do Manisasporu. Następnie grał w Bolusporze, Adanasporze, a w 2013 roku został zawodnikiem Kartalsporu. Następnie grał w Pendiksporze, a w sezonie 2015/2016 był zawodnikiem Ümraniyesporu. W latach 2016–2019 występował w Sarıyer GK.

## Kariera reprezentacyjna
Yaser był reprezentantem Turcji U-16 (11 meczów), U-17 (3 mecze, 1 gol), a obecnie jest członkiem kadry U-20, w której rozegrał 2 spotkania (stan na lipiec 2009).